# KN Водолея
KN Водолея (лат. KN Aquarii), HD 209950 — одиночная переменная звезда в созвездии Водолея на расстоянии приблизительно 1452 световых лет (около 445 парсеков) от Солнца. Видимая звёздная величина звезды — от +7,02m до +6,85m.

## Характеристики
KN Водолея — красный гигант, пульсирующая медленная неправильная переменная звезда (LB) спектрального класса M3 или M3III. Эффективная температура — около 3715 К.